# Mendikote
Mendikote est un sommet qui domine Albiztur et où il existe une mine appelée Jentil meatzea (la mine des Jentil). Sur son sommet on voit l'emplacement d'une vieille forteresse dont il subsiste quelques ruines. On y trouve également une grotte, on pense que c'est la demeure de Mari. À Errezil (Guipuscoa) on raconte qu'un homme y pénétra, alors Mari lui offrit du cidre fait, lui dit-elle, avec ce qu'elle avait soustrait à ceux qui en faisaient mais qui n'avaient pas déclaré la teneur exacte de leur récolte.

## Étymologie
Meatze signifie « mine » en basque. Le suffixe a désigne l'article : meatzea se traduit donc par « la mine ».